# 조 팅커
조지프 버트 팅커(Joseph Bert Tinker, 1880년 7월 27일 ~ 1948년 7월 27일)는 미국의 전 프로 야구 선수이자 감독이다. 1902년부터 1916년까지 메이저 리그 베이스볼(MLB)의 시카고 오펀스/컵스와 신시내티 레즈에서, 페더럴 리그의 시카고 웨일스에서 선수로 뛰었다.
캔자스주 머스코타에서 태어나, 어린 시절부터 야구를 시작해 세미프로에서 뛰었다. 1900년에 마이너 리그 베이스볼에서 프로 경력을 시작했으며 1902년 컵스에서 메이저 리그 데뷔를 했다. 1906년부터 1910년까지 네 번의 정규 시즌 우승, 두 번의 월드 시리즈 우승을 차지한 컵스 왕조의 일원 중 하나였다. 1913년 신시내티에서 한 시즌을 뛰었고, 다음 시즌에는 페더럴 리그로 뛰어들었다. 1915년 소속팀 웨일스의 정규 시즌 우승을 이끌었으며, 다음해 메이저 리그에 복귀해 한 시즌 만을 컵스에서 선수 겸 감독으로 뛰고 은퇴했다.
컵스 시절 조니 에버스, 프랭크 챈스와 함께 "팅커에서 에버스에서 챈스까지"(Tinker-to-Evers-to-Chance)라고 불린 불멸의 더블 플레이 조합을 이루었다. 1946년 에버스, 챈스와 함께 미국 야구 명예의 전당에 헌액되었다.

## 같이 보기
- 미국 야구 명예의 전당의 헌액자 목록